# بخش کاداپا
بخش کدپا (به انگلیسی: Kadapa district) یک بخش در هند است که در آندرا پرادش واقع شده‌است. بخش کدپا ۲۸٬۸۴٬۵۲۴ نفر جمعیت دارد.